# 彭国甫
彭国甫（1963年1月—），男，汉族，湖南湘乡人。湘潭大学管理学硕士，湖南大学管理学博士。中华人民共和国政治人物、学者。

## 生平
彭国甫曾于1984年6月加入中国共产党，1984年7月参加工作，管理学博士，公共管理学教授、博士生导师，享受国务院特殊津贴专家，中国“百千万人才工程”国家级人选，全国宣传文化系统“四个一批”优秀人才。
彭氏历任湘潭大学哲学系教师、副主任，中共湘潭大学公共管理学院党委书记，湘潭大学校长助理（期间挂职中共溆浦县委副书记）、中共湘潭大学党委办公室主任、中共湘潭大学党委副书记、党委书记等职。2008年11月任中共岳阳市委副书记、岳阳县委书记。2011年9月任湖南省科学技术厅党组书记、厅长。
2014年6月任中共怀化市委书记、常委、委员。2015年12月兼任怀化市人大常委会主任。2018年1月当選湖南省政协副主席。2021年1月卸任省政协副主席职务。2021年1月29日，彭国甫当选湖南省人民代表大会常务委员会副主任。2024年1月10日，彭国甫涉嫌严重违纪违法，接受中央纪委国家监委纪律审查和监察调查。同年2月22日，彭国甫被罢免湖南省第十四届人民代表大会代表，其湖南省人大常委会副主任职务被撤销。同年7月，中共中央纪委、国家监委分别将彭國甫开除党籍、开除公职。
2025年2月21日，海南省第一中级人民法院一审公开开庭审理彭国甫受贿一案。公诉方海南省人民检察院第一分院起诉指控，2004年至2023年，彭国甫利用职务上的便利，为有关单位和个人提供帮助，直接或通过他人非法收受财物共计折合人民币1.34亿余元，提请以受贿罪追究彭国甫的刑事责任，彭国甫当庭表示认罪悔罪。5月27日，海南省第一中级人民法院一审公开宣判，以受贿罪判处彭国甫死刑，缓期二年执行，剥夺政治权利终身，并处没收个人全部财产。对追缴在案的彭国甫犯罪所得财物及孳息依法上缴国库，不足部分继续追缴。